# Indian Arrows
Gli Indian Arrows (precedentemente nominati Pailan Arrows) è stata una società calcistica indiana con sede nella città di Delhi. Fondata nel 2010 con il nome AIFF XI, militante nell'I-League fino al 2022.

## Storia

### Stagione 2010-11
I Pailan Arrows vengono fondati nel 2010 con il nome AIFF XI sotto la raccomandazione del capo allenatore Bon Houghton e del presidente dell'AIFF Praful Patel dopo che Bob ha notato che quasi tutti i giocatori U19 e India U23 erano in panchina durante la stagione I-League e non hanno mai giocato. Inizialmente il club doveva iscriversi alla I-League 2nd Division ma, dopo lo smantellamento della Mahindra United, l'AIFF autorizzò automaticamente l'AIFF XI di partecipare alla I-League Il club partecipò alla sua prima competizione nel il 21 settembre 2010 contro il JCT nella Federation Cup, vincendola per 1-0. La squadra concluse al 3º posto nel proprio gruppo, non passando il turno successivo per soli 4 punti. Il club ha quindi partecipato alla prima partita della I-League il 3 dicembre 2010 contro il Chirag United, in cui la squadra perse per 1-2. Il club ha poi guadagnato i suoi primi punti l'8 dicembre 2010 contro l'ONGC,. dopo aver pareggiato 1-1 L'11 gennaio 2011 è stato annunciato che l'AIFF XI avrebbe cambiato il suo nome in Indian Arrows e il cambio nome entrerà in vigore il 1 ° febbraio 2011. Terminano la stagione della I-League 2010-2011 al 9 ° posto.

### Stagione 2011-12
L'estate del 2011 sarebbe stata impegnativa per il club. Il club ha cambiato il proprio nome in Pailan Arrows il 15 giugno 2011 dopo che la Federazione calcistica di All India ha raggiunto un accordo con il Gruppo Pailan per sponsorizzare la squadra. Con l'accordo, la squadra si trasferisce a Calcutta e usufruiscono dello Salt Lake Stadium. Il 13 agosto 2012 viene licenziato l'allenatore Desmond Bulpin e al suo posto entra Sukhwinder Singh. Perdono anche molt giocatori importanti per la squadra come Lalrindika Ralte, Jeje Lalpekhlua (capocannoniere nel 2010-11), Manandeep Singh e Gurpreet Singh Sandhu. Nella Federations Cup vengono di nuovo eliminati nella fase a gironi. La Pailan Arrows ha quindi iniziato la stagione I-League 2011-2012 contro Mohun Bagan allo stadio Salt Lake il 23 ottobre 2012, perdendo la partita per 1-3. Il 7 febbraio 2012 Sukhwinder Singh si dimette per motivi personali, lasciando la squadra dopo otto pareggi in 17 partite. Il vice allenatore Sujit Chakravarty prende le redini della squadra come allenatore per il resto della stagione. Alla fine della stagione conclude al 13º posto ma non retrocede in quanto è un team in fase di costruzione.

### Stagione 2012-13
Dopo la disastrosa stagione, il 24 maggio 2012, il club e la federazione calcistica hanno assunto come nuovo allenatore della squadra, l'australiano Arthur Papas. Papas è arrivato al club dopo aver allenato gli Oakleigh Cannons, portati al secondo titolo della Premier League vittoriana del 2011

### Scioglimento
Il 29 agosto 2013 è stato annunciato lo scioglimento della squadra Pailan Arrows in quanto gli sponsor del club, il Gruppo Pailan, non potevano sostenere finanziariamente la squadra.

### Rinascita come Indian Arrows e riscioglimento (2017-2022)
Dopo aver ospitato con successo la Coppa del Mondo U17 FIFA 2017, l'AIFF ha ripreso il progetto schierando la squadra nella stagione I-League 2017-2018 e rinominando la squadra in Indian Arrows.
Erano immuni dalla retrocessione. Nonostante siano stati elogiati per le loro esibizioni competitive nella stagione 2017-18 di I-League, sono finiti ultimi in classifica con 15 punti in 18 partite. Nella stagione 2018-19, con sei vittorie e tre pareggi, gli Arrows sono arrivati ottavi in classifica su 11 squadre. Si sono qualificati per la Super Cup 2019 sconfiggendo i Kerala Blasters 2-0. A causa della pandemia di Coronavirus, la stagione 2019-20 è stata annullata dopo 16 partite e gli Arrows si sonoclassificati ultimi in classifica. Nella stagione 2020-21  sono piazzati decimi in campionato. 
Nel settembre 2022, il comitato esecutivo dell'AIFF ha accettato la raccomandazione del suo nuovo comitato tecnico di interrompere il progetto degli Indian Arrows a causa della difficoltà nel soddisfare i criteri di licenza AFC e scogliendo quindi la società. Hanno anche annunciato che le finanze utilizzate per gli Indian Arrows saranno investite nella creazione di una nuova Elite Youth League nel paese.

## Colori e simboli

### Colori
Il colore della squadra erano il bianco e il blu.

## Strutture
L'Ambedkar Stadium era lo stadio principale della squadra con una capacità di 35.000 posti a sedere.

## Società

### Sponsor
Di seguito la cronologia di fornitori tecnici e sponsor dell'Atletico de Kolkata.
| Sponsor Tecnici - 2010-11 Nike - 2011−13 Nessuno - 2017− Nike | Sponsor Ufficiali - 2010-11 Nessuno - 2011-13 Poto Potato Flakes - 2017- Nessuno |

## Allenatori e presidenti
| Allenatori - 2010-2012 Desmond Bulpin - 2012 Sukhwinder Singh - 2012-2013 Arthur Papas - 2017 Luís Norton de Matos | Presidenti - 2010-2022 AIFF |

## Organico

### Rosa
| N. |                  | Ruolo | Calciatore                    |
| -- | ---------------- | ----- | ----------------------------- |
| 1  | India (bandiera) | P     | Syed Zahid                    |
| 2  | India (bandiera) | D     | Dipu Halder                   |
| 3  | India (bandiera) | D     | Sajad Hussain Parray          |
| 4  | India (bandiera) | D     | Sumer Sehgal                  |
| 5  | India (bandiera) | D     | Leewan Castanha               |
| 6  | India (bandiera) | D     | Evan Thapa                    |
| 7  | India (bandiera) | C     | Lalchhanhima Sailo (capitano) |
| 8  | India (bandiera) | C     | Vibin Mohanan                 |
| 9  | India (bandiera) | A     | Harsh Patre                   |
| 10 | India (bandiera) | A     | Vanlalruatfela Thlacheu       |
| 11 | India (bandiera) | C     | Parthib Gogoi                 |
| 12 | India (bandiera) | A     | Gurkirat Singh                |
| 13 | India (bandiera) | P     | Santosh Singh Irengbam        |
| 14 | India (bandiera) | C     | Ricky Shabong                 |
| 15 | India (bandiera) | D     | Vellington Fernandes          |
| 16 | India (bandiera) | C     | Shreyas Ketkar                |
| 17 | India (bandiera) | C     | Brijesh Giri                  |

| N. |                  | Ruolo | Calciatore              |
| -- | ---------------- | ----- | ----------------------- |
| 18 | India (bandiera) | C     | Godwin Johnson          |
| 19 | India (bandiera) | D     | Chris Anthony Wolfe     |
| 20 | India (bandiera) | C     | Kanwar Rudraansh Singh  |
| 22 | India (bandiera) | P     | Ahan Prakash            |
| 24 | India (bandiera) | D     | Praful Kumar Y V        |
| 25 | India (bandiera) | D     | Abdul Hannan            |
| 26 | India (bandiera) | D     | Pragyan Medhi           |
| 27 | India (bandiera) | A     | Mohamed L Ahamed        |
| 28 | India (bandiera) | D     | Gurpanthjeet Singh      |
| 29 | India (bandiera) | D     | Tankadhar Bag           |
| 30 | India (bandiera) | C     | Chawnghlut Lalchhanhima |
| 35 | India (bandiera) | A     | Tapan Halder            |
|    | India (bandiera) | P     | Naveen Saini            |
|    | India (bandiera) | D     | Kushang Subba           |
|    | India (bandiera) | A     | Arya Gandarva           |
|    | India (bandiera) | A     | Vishva Shinde           |